# Megalagathis persimilis
Megalagathis persimilis är en stekelart som först beskrevs av Szepligeti 1914.  Megalagathis persimilis ingår i släktet Megalagathis och familjen bracksteklar. Inga underarter finns listade i Catalogue of Life.